# Cristian Hidalgo
Pour les articles homonymes, voir Hidalgo.
Cristian Hidalgo González dit Cristian est un footballeur espagnol, né le 21 septembre 1983 à Barcelone en Espagne. Il évolue au poste d'ailier gauche.

## Palmarès
Néant